# 新居水竹
新居 水竹（にい すいちく、1813年5月15日（文化10年4月15日） - 1870年10月9日（明治3年9月15日））は、江戸時代末期（幕末）の徳島藩士。現在の徳島県徳島市富田町出身。幼名は与一助。
父は徳島藩の料理方である新居春洋（米之丞）、先妻は鹿、後妻は同藩出身で太政官出仕の官僚である林厚徳の妹、たか。

## 生涯
幼少の頃より父・春洋・柴野碧海・那波鶴峰・岩本贅庵・鉄復堂に漢学を学び、詩書に長じていた。1838年（天保9年）に父・春洋が自刃した為に家督相続する。1841年（天保12年）、12代藩主・蜂須賀斉昌の侍臣となり、1850年（嘉永）3年斉昌に従って江戸に行き、昌平黌などで学び、10月帰国後は日帳格・庭方となる。1857年（安政4年）5月より7月まで京都で病気養生するも、1859年（安政6年）に13代藩主・蜂須賀斉裕の中小姓となり、1860年（万延元年）、14代藩主・蜂須賀茂韶の侍講となる。
1862年（文久2年）から1863年（文久3年）にかけて藩命により京都に何度も入り時事を尽くし、同年閏8月には大小姓となるが、八月十八日の政変により失脚し、池田村郷学校の教授となる。明治元年池田村郷学校教授の任を解かれ、同2年正月、徳島の長久館教授となる。同年5月には金陵会議（四国会議）へ藩命により参加する。同8月長久館学頭に就任する。
版籍奉還に伴う稲田家の分藩運動が起こり、1870年（明治3年）4月徳島藩士と稲田家臣説諭のため来藩していた小室信夫・立木兼善の帰京に際し、藩士総代10名を東京の新政府に派遣し歎願することになり、その監督として新居水竹と小倉富三郎が選ばれた。上京後、総代間に稲田家処罰の議論が高まり、水竹ら2人は彼らを説得したが抑えきれず、5月6日早朝、東京の一ツ橋徳島藩邸から大村純安ら8名が脱帰するのを黙認し、5月13日洲本などを襲う庚午事変が起こった。水竹はその責任を問われて斬刑に処せられ（特に切腹を許される）、9月15日東京芝白金の徳島藩邸で切腹した。介錯人は原謹吾、介添人は益田武衛で、ともに水竹の弟子であった。日本法制史上、明治以降に切腹が執行された事例の1つである（最後の切腹刑は、2年後の1872年（明治5年） 11月4日に金沢藩執政（藩臣最高職）本多政均の暗殺に対する加賀本多家旧臣の敵討ち（明治の忠臣蔵と言われている）により、石川県刑獄寮の裁判で切腹の判決が下され切腹した旧臣12人（本多弥一、富田総、鏑木勝喜知、吉見亥三郎、矢野策平、西村熊、舟喜鉄外、浅井弘五郎、廣田嘉三郎、湯口藤九郎、芝木喜内、藤江松三郎）である）。
遺髪が小心塾時代の弟子・近藤廉平（元日清汽船社長、日本郵船会社社長）によって、徳島市の潮見寺に葬られている。